# Триада (организация)
Триа́да (кит. трад. 三合會, упр. 三合会, пиньинь sānhéhuì, палл. саньхэхуэй) — форма преступных организаций в Китае и китайской диаспоре. Триада никогда не была единой организацией.
Всем триадам свойственны общие убеждения и ритуалы, как, например, вера в мистическое значение цифры 3, откуда и пошло их название. По другой версии, в основе названия лежит традиционная для Китая структура рабочих бригад — один начальник и два его подчинённых. Начальники двух ячеек триады также подчиняются вышестоящему лицу, а тот, в свою очередь, в паре с другим лицом такого же статуса, имеет своё начальство и т. д. В мирное время большинство подобных обществ действовали как братства взаимопомощи, но вместе с тем многие из них были связаны с преступной деятельностью.

## История
По схеме триад были организованы первоначально тайные партизанские отряды против маньчжурского императора из Династии Цин. Считается, что триады зародились на острове Тайвань, куда бежали с материкового Китая разбитые маньчжурами остатки сторонников прежней китайской династии Мин.
Триады усилились в момент Тайпинского восстания 1850—1864 годов. Боксёрское восстание явилось попыткой тайных обществ избавить Китай от западного и христианского влияния. В последующие годы другие тайные общества оказывали поддержку китайскому государственному деятелю Сунь Ятсену в его стремлении покончить со старым имперским правлением и учредить республику.
Придя в 1949 году к власти, коммунисты вскоре поставили задачей ликвидацию тайных обществ, членство в которых в материковом Китае до сих пор карается смертной казнью. Что касается других стран, то триады стали непременными спутниками китайской иммиграции. Деятельность триад носит глобальный характер, хотя они наиболее активны в Азии. Подавляющее большинство участников этих преступных группировок из КНР.
В настоящее время триады известны в основном как преступные организации мафиозного толка, распространённые на Тайване, в США и других центрах китайской иммиграции, специализирующиеся на торговле наркотиками и другой преступной деятельности.

## Деятельность в России
Китайские мафиозные группировки отличаются крайней степенью законспирированности, и сведений об их структуре у российских правоохранительных органов довольно мало. Чаще всего преступления триад происходят в среде их же соотечественников, в результате чего рэкет, угрозы и даже убийства не попадают в российскую криминалистическую статистику. Ситуация усугубляется закрытостью китайской общины как таковой и отсутствием в органах полиции достаточного числа знатоков китайского языка. По имеющимся данным, основными триадами являются пекинская, шанхайская и харбинская. По оперативным данным, рядовых членов триады отличают показная внешняя скромность — до аскетизма, строгая иерархия, повиновение «боссам», беспощадность, круговая порука и обет молчания. Триада, за редким исключением, не оставляет практически никаких материальных следов. Основная специализация у триад на русском Дальнем Востоке — контрабанда.

## Известные триады
- 14К — одна из самых многочисленных и влиятельных триад Гонконга.
- Сунъион — крупнейшая и одна из самых влиятельных триад Гонконга.
- Вохопто — влиятельная триада, базирующаяся в гонконгском районе Ваньчай (также влиятельна в районах Каузевэй Бэй / Восточный округ и Абердин / Южный округ). С китайского языка переводится как «Объединенная ассоциация гармонии».
- Вошинво — одна из самых влиятельных триад Гонконга, входящая в состав преступного сообщества «Во» (和字頭). В переводе с китайского название триады означает «Гармония, преодолевающая гармонию».
- Шуйфонг — крупная триада, базирующаяся в Гонконге, с интересами в Макао и южном Китае.
- Дацзюань — один из крупнейших преступных синдикатов Гонконга и Южного Китая. В переводе с китайского означает «Братство большого кольца». Является одной из четырех крупнейших группировок Макао, наряду с Шуйфонг, 14К и Вошинво.
- Вошинъи